# Centruroides barbudensis
Espèce
Synonymes
- Centrurus barbudensis Pocock, 1898
- Centruroides antiguensis Armas, 1976
- Centruroides hummelincki Armas, 1976
- Centruroides eustatius Armas, 1976

Centruroides barbudensis est une espèce de scorpions de la famille des Buthidae.

## Distribution
Cette espèce est endémique des Petites Antilles. Elle se rencontre à Sombrero, à Anguilla, à Saba, à Saint-Eustache, à Saint-Martin, à Saint-Barthélemy, à Antigua, à Barbuda, en Guadeloupe et en Martinique.

## Description
Le mâle syntype mesure 68 mm et la femelle syntype 59 mm.
Le mâle décrit par Lourenco en 1984 mesure 62,6 mm et la femelle 52,5 mm.

## Étymologie
Son nom d'espèce, composé de barbud[a] et du suffixe latin -ensis, « qui vit dans, qui habite », lui a été donné en référence au lieu de sa découverte, Barbuda.

## Publication originale
- Pocock, 1898 : « Descriptions of some new Scorpions from Central and South America. » Annals and Magazine of Natural History, sér. 7, vol. 1, p. 384-394 (texte intégral).